# Rode Loop (rivier)
De Rode Loop ontspringt in Oud-Turnhout en stroomt door een vallei in de streek van Corsendonck in Oud-Turnhout. Bij zware regenval overstroomt deze volledig. In dit gebied ontwikkelde zich dan ook een karakteristiek Kempens laagveen, dat op de dag van vandaag beschermd natuurgebied is, namelijk de Tikkebroeken. Het is dankzij de twee bewegwijzerde paden toegankelijk, de ene route gaat helemaal rondom het natuurgebied, de andere gaat deels over landbouwwegen.
Enkele kilometers achter de Tikkebroeken mondt de Mostenloop uit in de Rode Loop, waarna de Rode Loop in Kasterlee uitmondt in de Wamp.